# Cuatro Caminos (Michoacán)
Cuatro Caminos es una localidad mexicana ubicada en el municipio de Múgica del estado de Michoacán. Se ubica en la llamada Tierra Caliente Mexicana. Se llama Cuatro Caminos ya que es el cruce de intersección de la Carretera Federal 37 y la Carretera Federal 120. En ella se encuentra la Terminal de Autobuses de Cuatro Caminos que presta servicio a la ciudad de Nueva Italia y que es una de las principales terminales del estado ya que maneja exclusivamente servicio de Primera clase.

## Geografía
Se encuentra en el centro-oeste del Municipio de Múgica en la ubicación 18°59′16″N 102°06′09″O / 18.98778, -102.10250 a una altitud de 348 Metros sobre el nivel del mar prácticamente conurbado con Nueva Italia que es la cabecera municipal. 

### Orografía
Su relieve lo constituye en su totalidad la Depresión del Balsas.

### Clima
Es seco estepario con lluvias en verano. Tiene una precipitación de 443 mm anuales y su temperatura promedio anual va desde los 22 °C a los 38 °C.

## Demografía
Cuatro Caminos cuenta según datos del XIV Censo General de Población y Vivienda llevado a cabo por el Instituto Nacional de Estadística y Geografía con una población en 2020 de 1484 habitantes en el año 2020 de los cuales 707 son hombres y 777 son mujeres, lo que representa un aumento de 290 habitantes respecto al censo de 2010.

### Población de Cuatro Caminos 1960-2020
| Gráfica de evolución demográfica de Cuatro Caminos entre 1960 y 2020                              |
|                                                                                                   |
| Población de los censos del Instituto Nacional de Estadística y Geografía (INEGI) de 1900 a 2020. |

## Festividades
- 15 y 16 de septiembre-Aniversario de la Independencia
- 20 de noviembre-Aniversario de la Revolución Mexicana
- 10 de abril- Aniversario luctuoso del General Emiliano Zapata Salazar, acto cívico presidido por el Gobernador del estado de Michoacán en turno